# Покровка (Притобольний район)
Покро́вка (рос. Покровка) — присілок у складі Притобольного району Курганської області, Росія. Входить до складу Давидовської сільської ради.
Населення — 33 особи (2010, 63 у 2002).
Національний склад станом на 2002 рік:
- росіяни — 87 %